# 谈红
谈红是一位前中国官员，曾是已遭免职的中共中央政治局常委周永康的秘书和亲信之一。在周永康担任公安部长期间，谈红曾在公安部警卫局担任正师职参谋。2008年至2012年间，谈红担任时任中央政治局常委、中央政法委书记周永康的秘书。
2014年6月，谈红因涉嫌受贿接受中纪委调查。 2014年7月2日，谈红被开除党籍。 在谈红落马前后，周永康的其他前秘书，包括谭力、余刚和冀文林等也遭到中纪委调查。
2018年6月1日，燕城监狱以谈红获得表扬5次为由，建议对其减刑8个月。